# گلن میلز (پنسیلوانیا)
گلن میلز (به انگلیسی: Glen Mills) یک منطقهٔ مسکونی در ایالات متحده آمریکا است که در پنسیلوانیا واقع شده‌است.